# バレーボールアゼルバイジャン女子代表
バレーボールアゼルバイジャン女子代表（バレーボールアゼルバイジャン じょしだいひょう）は、バレーボールの国際大会で編成されるアゼルバイジャンの女子バレーボールナショナルチームである。
1991年まではソビエト連邦の一部だったため、本項では1992年以降の成績を記す。

## 歴史
アゼルバイジャンは1991年8月30日にソビエト崩壊をきっかけに独立したのに伴い誕生。翌1992年に国際バレーボール連盟へ加盟した。
1994年にブラジルで開催された世界選手権で世界三大大会に初出場する。その後は国の策からナショナルチームと国内リーグの強化に取り組む。
2005年最初の国際大会となった第3回エリツィン大統領杯は、3位決定戦に進んだがトルコに敗れ4位という成績となった。
2006年世界選手権大陸予選に2次ラウンドから出場した。自国開催の勢いに乗りスペインを3－0、ベルギーとルーマニアを3－1で降し1位通過で3次ラウンドへ進出した。3次ラウンドでは、ブルガリアとチェコに3－0で勝利し最終戦ではロシアを3－1で破る金星を挙げ2006世界選手権の本大会の出場権を獲得した。
2006年ワールドグランプリ欧州予選では、1次ラウンドではブルガリアとドイツを3－1で破り3戦目のトルコには2－3の惜敗を喫した。ドイツと2勝1敗で勝敗が並んだがセット率で1次ラウンドを1位で通過した。セミファイナルで再びドイツと対戦し3－0で降し決勝進出を決め、決勝のロシア戦ではフルセットの末に勝利し、2006年ワールドグランプリの出場権を獲得した。
クロアチアで開催された2005年欧州選手権では、初戦のポーランド戦はどのセットも接戦になるも0－3のストレートで敗れた。しかしその後はルーマニアに3－1、ドイツに3－0、セルビア・モンテネグロに3－1、クロアチアに3－0と4連勝して、1次ラウンドを2位で通過した。準決勝はイタリアに完敗し3位決定戦ではロシアにストレートで敗れ、表彰台には手が届かなかったが堂々の4位で大会を終えた。
2006年エリツィン大統領杯では、最終戦でキューバに3－2で勝利し5位で大会を終えた。2006年ワールドグランプリでは、予選ラウンド9試合の内7試合がフルセット、内6試合に敗戦という結果になった。その中にはロシア、中国、イタリア、キューバとの互角の対戦がありながらも結局1勝しかできずに10位に終わった。
2007年ワールドグランプリ欧州予選は開催国ブルガリアとの初戦を3－0で圧勝し、2戦目のポーランド戦も3－2の激闘を制した、3戦目のオランダには1－3で敗れ2位通過となり、プレーオフのポーランド戦は1－3で敗れ2007年ワールドグランプリの出場権を逃した。
2006年世界選手権では、1次ラウンドはロシア、ドイツ、中国には敗れたがドミニカ共和国、メキシコに勝利し4位で2次ラウンド進出、2次ラウンドはブラジルに0－3で敗れるも2戦目の米国戦では3－2のフルセットで勝利した。オランダには0－3で敗れ最終戦のプエルトリコ戦は3－0で圧勝したものの、ファイナルラウンドには進むことができずに13位タイという成績で終えた。
2007年、エリツィン杯で日本と対戦しストレートで敗れ6位。同年のヨーロッパ選手権で12位と低迷した。

## 過去の成績

### オリンピックの成績
- 1996年 - 不出場
- 2000年 - 不出場
- 2004年 - 予選敗退
- 2008年 - 不出場

### 世界選手権の成績
- 1994年 - 9位
- 1998年 - 欧州予選敗退
- 2002年 - 不出場
- 2006年 - 13位
- 2010年 - 欧州予選敗退
- 2014年 - 15位
- 2018年 - 出場予定

### 欧州選手権の成績
- 2005年 - 4位
- 2007年 - 12位
- 2009年 - 12位
- 2011年 - 9位
- 2013年 - 15位
- 2015年 - 14位
- 2017年 - 4位

## 歴代代表選手
- オクサナ・マーマジャロワ
- エレーナ・パルホメンコ
- ワレーリヤ・コロテンコ
- ナタリア・マーマドワ
- ポリーナ・ラヒモワ
- オクサナ・パルホメンコ
- ナターワン・ガシモワ
- クセニヤ・コバレンコ
- ヤナ・マティアソフスカ＝アガエワ
- オジナ・バイラモワ
- クリスティナ・ヤグボワ